# Färdregistrator

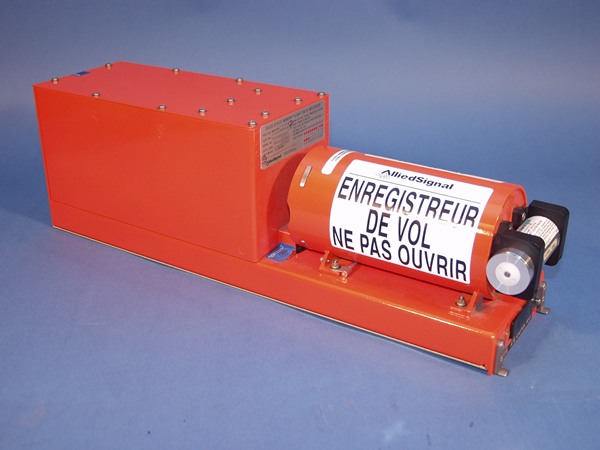
Ett exempel på en färdregistrator; den lilla cylindern längst till höger är en så kallad undervattensradiovågsändare (underwater locator beacon). (Svensk översättning av varningsmeddelandet: FÄRDREGISTRATOR ÖPPNA EJ)

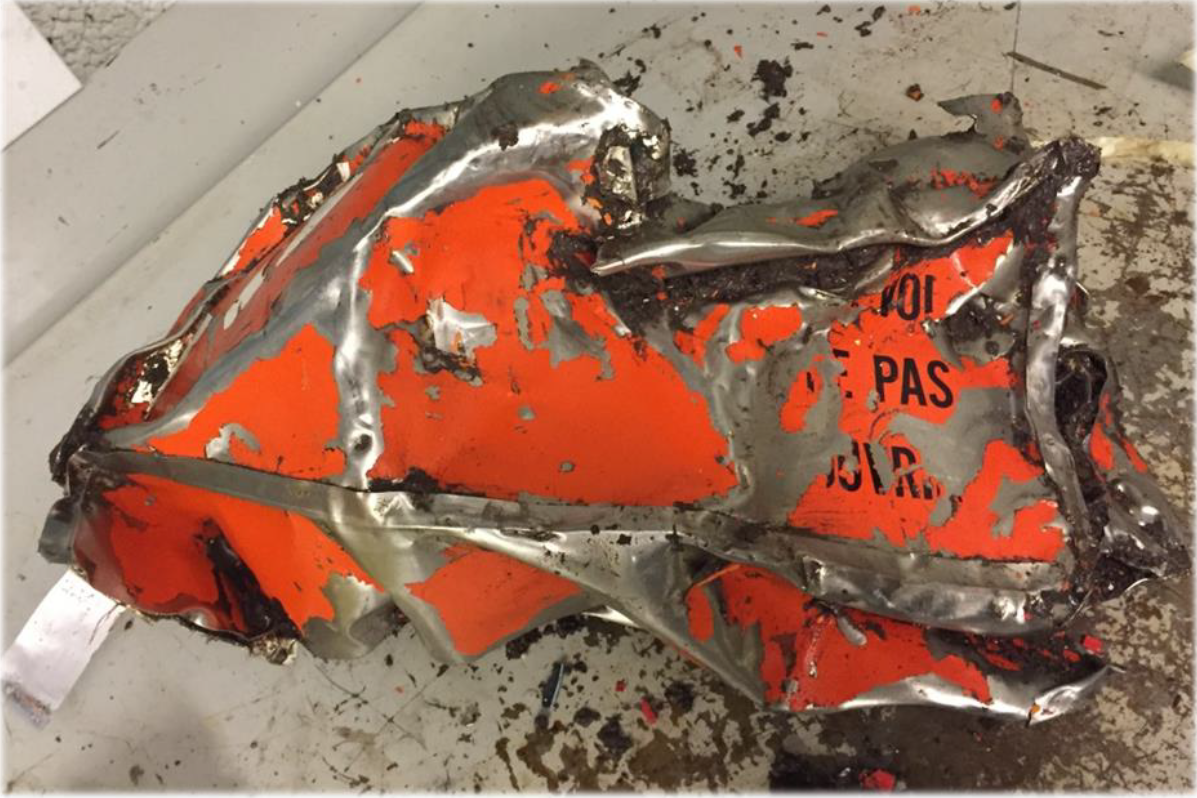
Färdregistrator, skadad vid nedslag. Notera att höljet är punkterat, och brandskyddet försvagats.

Färdregistrator (engelska: Flight Data Recorder, FDR), är den ena av ett flygplans två färdskrivare, ofta kallade "svarta lådor". Färdregistratorn registrerar och sparar information om flygplanets fysiska rörelser, motorprestanda med mera. Dess primära syfte är att efter en olycka hjälpa utredare förstå händelseförloppet och besättningens åtgärder innan haveriet. Flygplanets andra färdskrivare kallas ljudregistrator.
Felaktigt beskrivs dessa ICAO-standardiserade enheter ofta som "oförstörbara". Det är dock inte ovanligt att de förstörs under haverier, som när United Airlines Flight 389, Martinair Flight 138, West Air Sweden flight 297 och N345MC havererade. De är särskilt sårbara vid brand, samt vid krasch mot hårda hinder som exempelvis jord eller betongväggar. Den data som registrerats av färdregistrator används i haveriutredningar, samt för att analysera flygsäkerhetsfrågoroch motorprestanda. 
Färdskrivarna kallas i folkmun ofta för "svarta lådan", även om de är målade med orange signalfärg. De monteras vanligtvis i flygplanets stjärtparti, där det är mer sannolikt, men inte garanterat, att de klarar ett våldsamt haveri.

## Kross- och kollisionsskydd
Trots att färdregistratorer är konstruerade för att tåla stora krafter är det inte ovanligt att de skadas eller totalförstörs vid haveri. Så var fallet vid exempelvis West Air Sweden Flight 294 och Thai Airways International Flight 311.
När höljet skadas försämras enhetens redan svaga brandskydd.

## Brandskydd
Brandskyddet i en färdskrivare är mycket begränsat. Under perioden 1989 – 1995 skedde elva haverier där färdskrivarens lagrade information förstördes på grund av brand.
Brandskyddet har två komponenter:
- Passiv kylning, det vill säga isolering.
- Aktiv kylning, det vill säga någonting som aktivt sänker temperaturen. De vanligaste metoderna är natriumvätekarbonat som vid uppvärmning bryts ner i en endoterm process, eller vatten som kyler genom att kokas bort.[3][4]

Problemet med passiv och aktiv kylning är det begränsade utrymmet innanför höljet. Om branden har en hög värmeflödesdensitet, eller om brandförloppet är utdraget förbrukas den aktiva kylningen innan branden självslocknat.